# Rubina Berardo
Rubina Everlien Berardo (Funchal, 11 de novembro de 1982) é uma política portuguesa, antiga membro do PPD/PSD. Foi deputada à Assembleia da República na XIII Legislatura. Enquanto deputada, foi uma dos sete vice-presidentes do grupo parlamentar do PSD no parlamento.

## Percurso académico e profissional
Economista de formação, Rubina Berardo estudou na Universidade de East Anglia (BA Politics and Economics, 2003), na London School of Economics (MSc Política Europeia e Governança, 2004) e na Academia Militar, onde estudou Guerra da Informação e Inteligência Competitiva.
Antes de ser eleita como Deputada à Assembleia da República, Rubina Berardo trabalhou como funcionária pública no Governo Regional da Madeira, mais concretamente na Direção Regional dos Assuntos Europeus e Cooperação Externa, tendo aí começado em dezembro de 2005, cargo que ainda se mantém.
Entre 2012 e 2015, assume o cargo de Conselheira Adjunta de Assuntos Económicos e Imprensa na Embaixada da Alemanha, em Lisboa.

## Carreira política
Antes das eleições legislativas de 2015, Rubina Berardo era ativa nas estrutura de juventude, nacional e regional, da JSD, tendo se candidato a presidente, sem sucesso, da estrutura regional em 2011.
Em outubro de 2015, e como Deputada à Assembleia da República, pelo círculo da Madeira, torna-se membro das comissões parlamentares dos Assuntos Europeus e de Orçamento, Finanças e Modernização Administrativa. Em representação do seu círculo eleitoral, Rubina Berardo integrou a Comissão de Inquérito ao processo que levou à venda e liquidação do Banco Internacional do Funchal (Banif).
Enquanto deputada, assume posição contrária à dominante do seu partido, votando a favor da adoção homoparental e da maternidade de substituição durante seu mandato.
Apesar destas posições, Rubina tem defendido a protecção legal do nascituro, assumindo uma posição anti-aborto ao longo de sua carreira política, tendo apoiado o movimento "Sociedade Civil da Madeira Junta pela Vida", que fez campanha pelo "Não" no referendo do aborto, em 2007.
Em fevereiro de 2018, foi eleita como um dos sete vice-presidentes do grupo parlamentar do PSD na Assembleia da República, na sequência da eleição de Rui Rio como presidente do partido no mesmo mês.
Em julho de 2025, desfiliou-se do PSD, devido à sua oposição à aproximação do partido ao Chega.

## Família
Rubina detém dupla cidadania portuguesa e alemã.
A sua mãe, Ilse Everlien Berardo, é uma teóloga luterana alemã, responsável pela Igreja protestante de língua alemã na Madeira.